# Vincenzo Nardiello
Pour les articles homonymes, voir Nardiello.
Vincenzo Nardiello (né le 11 juin 1966 à Stuttgart, Allemagne) est un boxeur italien.

## Biographie
Passé professionnel après les Jeux olympiques de Séoul en 1988, Vincenzo Nardiello devient successivement champion d'Europe EBU des poids super-moyens en 1992 et 1993 puis champion du monde WBC de la catégorie après sa victoire contre Nigel Benn le 6 juillet 1996. Nardiello perd son titre dès le combat suivant face à Robin Reid le 12 octobre 1996 et met un terme à sa carrière sur un bilan de 34 victoires et 7 défaites.